# تشاك هيلر
تشاك هيلر (بالإنجليزية: Chuck Hiller) هو لاعب كرة قاعدة أمريكي، ولد في 1 أكتوبر 1934 في جونسبورغ في الولايات المتحدة، وتوفي في 20 أكتوبر 2004 في سانت بيتي بيتش في الولايات المتحدة بسبب ابيضاض الدم.

## وصلات خارجية
- تشاك هيلر على موقع دوري كرة القاعدة الرئيسي (الإنجليزية)
- تشاك هيلر على موقعبيزبول رفرنس.كوم (الدوري الرئيسي) (الإنجليزية)
- تشاك هيلر على موقعبيزبول رفرنس.كوم (الدوري الثانوي) (الإنجليزية)
- تشاك هيلر على موقع إي إس بي إن.كوم (أم.أل.بي) (الإنجليزية)
- تشاك هيلر على موقع مشجعي الرسوم البيانية (الإنجليزية)